# Frankie Rayder

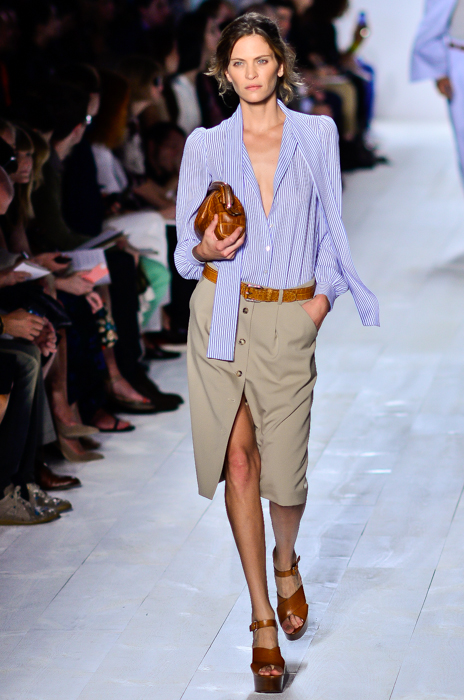
Frankie Rayder

Frankie Rayder (* 26. Januar 1975 in River Falls, Wisconsin als Heidi Rayder) ist ein US-amerikanisches Model.
Frankie Rayder wurde Anfang der 1990er Jahre in Minneapolis von einem Model-Scout entdeckt. Sie wurde internationales Laufsteg-Model und für Werbeanzeigen gebucht. Als Covergirl war sie auf internationalen Ausgaben der Vogue und Elle zu sehen.
Von 1999 bis 2003 wirkte sie an den Victoria’s Secret Fashion Shows mit, 2001 wurde sie für den Pirelli-Kalender fotografiert. 2004/2005 war sie in der Sports Illustrated-Swimsuit-Issue abgelichtet.

## Familie
Frankie Rayder hat noch eine jüngere Schwester, Missy Rayder, die auch Model ist. Frankie Rayder war ab 2004 mit dem Bassisten Flea liiert, 2005 kam ihre Tochter Sunny zur Welt.